# Thyrosticta rothschildi
Thyrosticta rothschildi là một loài bướm đêm thuộc phân họ Arctiinae, họ Erebidae.